# José Marrone
José Carlos Marrone (Ciudad de Buenos Aires, 25 de octubre de 1915-Vicente López, Provincia de Buenos Aires, 27 de junio de 1990) fue un reconocido comediante, actor argentino y esposo de la actriz Juanita Martínez.

## Biografía
Hijo de un taxista y una pantalonera de la tienda Gath & Chaves, nació en un caserón de la calle Julián Álvarez 1575 —entre Honduras y El Salvador—, del barrio porteño de Palermo.
Tuvo una infancia pobre y violenta, debido a los castigos físicos impuestos por su padre, un poco por costumbre y otro porque era un chico rebelde. Su hermano Antonio Nicolás Marrone lo acompañó en todas sus andanzas y hasta llegó a trabajar en una temporada de teatro y en el programa Los trabajos de Marrone. Llegó hasta segundo grado del ciclo primario. 
Fue plomero, carnicero, albañil y levantador de quiniela, antes de sumergirse en cafetines marginales, para rodearse de bataclanas. A este tipo de trabajos —según un reportaje que Marrone concedió a la televisión— se los denominaba en el ambiente artístico como «la rascada». Estaban cerca del Tigre y eran llamados así puesto que en esos bodegones o fondas se presentaban durante todo el día sobre un pequeño escenario diferentes números artísticos de comicidad o burlesque que no eran retribuidos con dinero sino que los actores recibían la comida que sobraba. El tiempo de actuación comenzaban desde la mañana hasta altas horas de la noche.
Así se formó Marrone —a través de horas de trabajo como cómico y teniendo que enfrentar en muchos casos un público hostil— lo que le dio práctica en la improvisación y en el futuro le permitió desenvolverse con seguridad y solvencia sobre los grandes escenarios revisteriles.
Comenzó trabajando como cómico en el teatro de revistas y en la radio. Más tarde fue la figura estelar de diversos programas televisivos orientados al público infantil, como El circo de Marrone, interpretando al payaso Pepitito. Sus muletillas eran «¡Che...!», «¡Mamita querida!» (cuando se asustaba) y «Me saco el saco y me pongo el pongo».

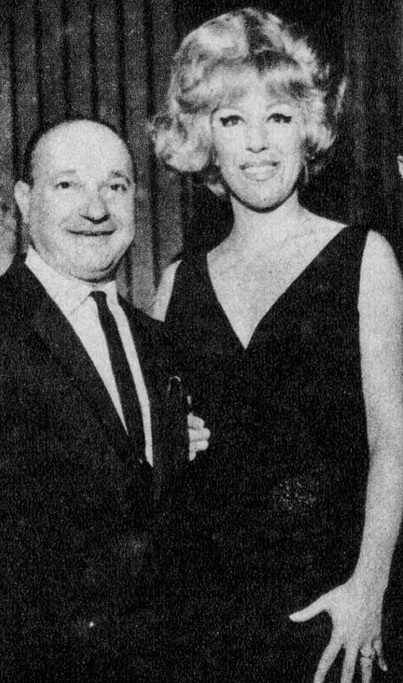
José Marrone junto a su esposa, la vedette Juanita Martínez.

Una de las frases populares de Marrone fue: 

"Palabras más, palabras menos, un tanto en broma y mucho en serio".

Con Rosa, su primera esposa, tuvo a su hija Coqui. Aún casado, en abril de 1950, Marrone se enamoró de la vedette Juanita Martínez (1925-2001), con quien compartió su vida, casándose con ella después que su esposa falleció en 1972. Convivió con Martínez hasta que falleció en su casa de Vicente López (al norte del Gran Buenos Aires), el 27 de junio de 1990 por un ataque cardíaco.
En 2001 Martínez se suicidó, tras una larga lucha contra un cáncer de pulmón. En su mano izquierda tenía una foto de Marrone.

## Filmografía
- 1949: Su última pelea
- 1950: La barra de la esquina (Otelo Fatiga Biancchetti)
- 1951: Buenos Aires, mi tierra querida
- 1955: Vida nocturna
- 1961: Rebelde con causa (marinero; primer protagónico)
- 1962: Cristóbal Colón en la Facultad de Medicina (donde trabajó con Juanita Martínez, su amante desde hacía siete años)
- 1962: El mago de las finanzas (también con Juanita Martínez)
- 1962: La chacota
- 1963: El turista
- 1963: Millonario por un día
- 1965: Alias Flequillo (una de sus películas más recordadas)
- 1966: De profesión sospechosos (con Graciela Borges y Antonio Prieto)
- 1967: La cigarra está que arde
- 1967: Patapúfete (con Pepe Biondi; Marrone hace de sí mismo)
- 1970: Pimienta y Pimentón (Marrone tiene un papel protagónico)
- 1971: Balada para un mochilero
- 1972: Todos los pecados del mundo
- 1980: Sujeto volador no identificado (con Ethel Rojo; inconclusa e inédita)
- 1980: Una viuda descocada (de Armando Bó; Marrone hace de Pepe Mangiabróccoli, junto a la Coca Sarli).

## Televisión
- Los trabajos de Marrone (1960/1963)
- El hogar que nos negamos (1964)
- El circo de Marrone (1967-1970/1971/1972/1977/1985)
- Marronadas 66 (1966)
- Operación Ja Ja (1970)
- Corrientes y Marrone (1973)
- El gran Marrone (1974)
- Recreo 11 (1985)

## Teatro
- El cabo Scamione (1950) en el Teatro Astral, donde la conoce a Juanita.
- Vé paisano, llegó Marrone (1950)
- Miguelito Faringola Boxeador por Carambola (1953), con Juanita, Pepita Muñoz, Félix Mutarelli, Pancho Romano y Oscar Valicelli.
- La coronación de la risa (1953), compartiendo elenco con Martínez, Tito Lusiardo, y Diana Maggi.
- Cristobal Colón en la Facultad de Medicina (1956), con Juanita Martínez, Aldo Kaiser, Mónica Grey y Arturo Palito.
- Corrientes casi esquina Champs Elysées (1958), con Juanita Martínez, Marcos Zucker, Juan Verdaguer y Vicente Rubino.
- ¡Esto es Maiporama! (1959), junto a Rubino, Martínez, Egle Martin, Argentinita Vélez y Héctor Rivera.
- Quo Vadis, Arturo (1959), con Rubino, Martínz, Rafael Carret, Nélida Lobato y Pepe Arias.
- Ritmo 66 (1960) , junto a Juanita y Amelita Vargas.
- Todo bicho que conintes... va a parar al Otamendi!!! (1960)
- La muchachada del centro (1961), encabezada junto a Diana Maggi. Libro y letra de Ivo Pelay, y música de Francisco Canaro. Con Roberto Escalada, Alberto Irízar, Enrique Dumas, Lalo Malcolm, María Esther Paonessa, Isabel De Grana, entre otros.
- ¡El que fue a sevilla... perdió su silla! (1960) con Juanita Martínez, Hilda Mayo, Ligia Berg y Rita Varola.
- Las que defienden al sexo (1964), junto a Juan Verdaguer, Juanita Martínez, Hilda Mayo, Alfredo Barbieri, Vicente Rubino, Julia Alson, Sonia Grey, Rosángela y Susana Rubio.
- Solo para mayores (1964), con Alfredo Barbieri, Juanita, Virma González, Zulma Faiad, Silvia Scott y Julia Alson.
- Prohibido (1965), J. Martínez, H. Mayo, Fanny Navarro, V. Rubino, Tito Climent, Norma Pons, entre otros.
- Mujeres 100% (1965), estrenada en el Teatro Maipo, junto a Vicente Rubino, Hilda Mayo, Mimí Pons, Don Pelele, Marcos Zucker y Argentinita Vélez
- Si no es Maipo, no es revista (1967), con V. Rubino, H. Mayo, las hermanas Pons y Don Pelele..
- Las wifanas (1971), con Mariquita Gallegos, H. Mayo, Tito Lusiardo y Juan Carlos Mareco.
- Buenos Aires al rojo vivo (1972), con Adolfo Stray y Violeta Montenegro.
- Colitas de verano (1973), con dirección de Carlos A. Petit, junto a Estela Raval, Vicente Rubino, Gogó Andreu, Pedro Sombra y la vedette Elizabeth Aidil.
- Aleluya Buenos Aires (1975)
- Teatro de revista con Pepe Marrone (1978)
- Masaje, sauna y revista (1980), junto a Lía Crucet.
- Tres caraduras con suerte (1980), junto a Jorge Luz y Tini Araujo. Estrenado en el Teatro Astral.[1]
- La noche está que arde (1987), junto a Juan José Camero y Adriana Brodsky.
- Comiquísimo (1989), junto a Marixa Balli y María Gianmaría.

## Discografía
- "Súper verde" (1970) - Discos Tine
- "Aleluya! - El supermacho" - Alos Producciones
- "Picardías de Marrone" - Discos Tine
- "Picardías de Marrone" (Simple) - Discos Tine
- "Más picardías! de Marrone" (Simple) - Discos Tine
- "El Verdone de Marrone" - Discos Tine
- "Los Trasplantes de Marrone - Orejas, costillas y dedos" - Discos Tine
- "Buscado!! por matar de risa" (Simple) - Discos Tine
- "El futuro astronauta - Cada vez más humor" (Simple) - Discos Tine
- "Cuentos y Monólogos - Marrone al verde vivo" - Producciones Jocamar

Tapas y detalles https://www.discosterribles.com.ar/2013/01/marrone.html